# Adejeania analis
Adejeania analis är en tvåvingeart som först beskrevs av Macquart 1843.  Adejeania analis ingår i släktet Adejeania och familjen parasitflugor.
Artens utbredningsområde är Colombia. Inga underarter finns listade i Catalogue of Life.